# ヘンリー・ハワード (画家)
ヘンリー・ハワード（Henry Howard RA、1769年1月31日 - 1847年10月5日）は、イギリスの画家である。肖像画、歴史画や文学作品を題材にした絵画を描いた。

## 略歴
ロンドンの馬車製造職人の息子に生まれた。1786年から、画家のフィリップ・ライナグル（1749–1833）の弟子になり、1788年にロイヤル・アカデミー・オブ・アーツの美術学校でも学び、歴史画などで、賞を得た。1791年3月からイタリア、フランス、スイスへの修行にでた。ローマでは、イギリスの彫刻家ジョン・フラクスマン（1755–1826）やジョン・ディア（John Deare: 1759-1798）と知り合い、彫刻も学んだ。1792年に留学奨学金申請のために歴史画をロイヤル・アカデミーに送り、奨学金を得て、1794年までイタリアに滞在した。
ウィーンとドレスデンを経由して帰国した。帰国後は文学を題材にした作品や肖像画など、さまざまな題材の絵画を描き、1795年と1796年のロイヤル・アカデミーの展覧会にはジョン・ミルトンの『失楽園』を題材にした作品などを出展した。書籍の挿絵やジョサイア・ウェッジウッドが設立した陶器会社のために陶器のデザインもした。古代ギリシアやローマ美術の研究者のディレッタンティ協会が出版した彫刻を描いた版画集の下絵も描いた。
1800年にロイヤル・アカデミーの準会員に選ばれた。この頃かつての師匠であったフィリップ・ライナグルの娘ジェーン（1780-1651）に絵を教え始め、1801年か1803年にジェーンと結婚した。肖像画家、動物画家のラムゼー・リチャード・ライナグル（1775–1862）とは義理の兄弟になった。
1808年にロイヤル・アカデミーの正会員に選ばれ1811年にはアカデミーの事務局長兼絵画教授になった。アカデミーでの講義録は画家になった息子のフランク・ハワード（Frank Howard: 1805?–1866）が父親の没後の1848年に出版した。
1847年にオクスフォードで亡くなった。

## 作品

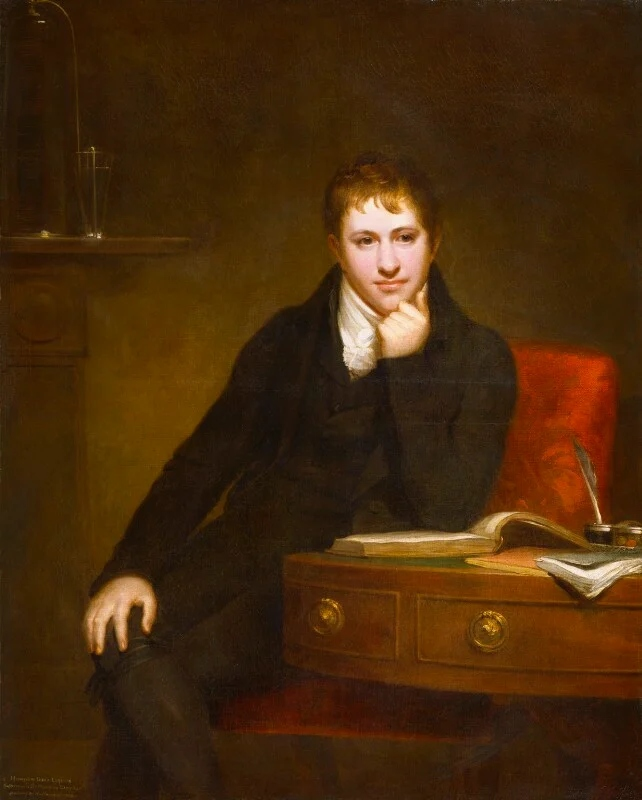
ハンフリー・デービーの肖像画 (1803) ナショナル・ポートレート・ギャラリー
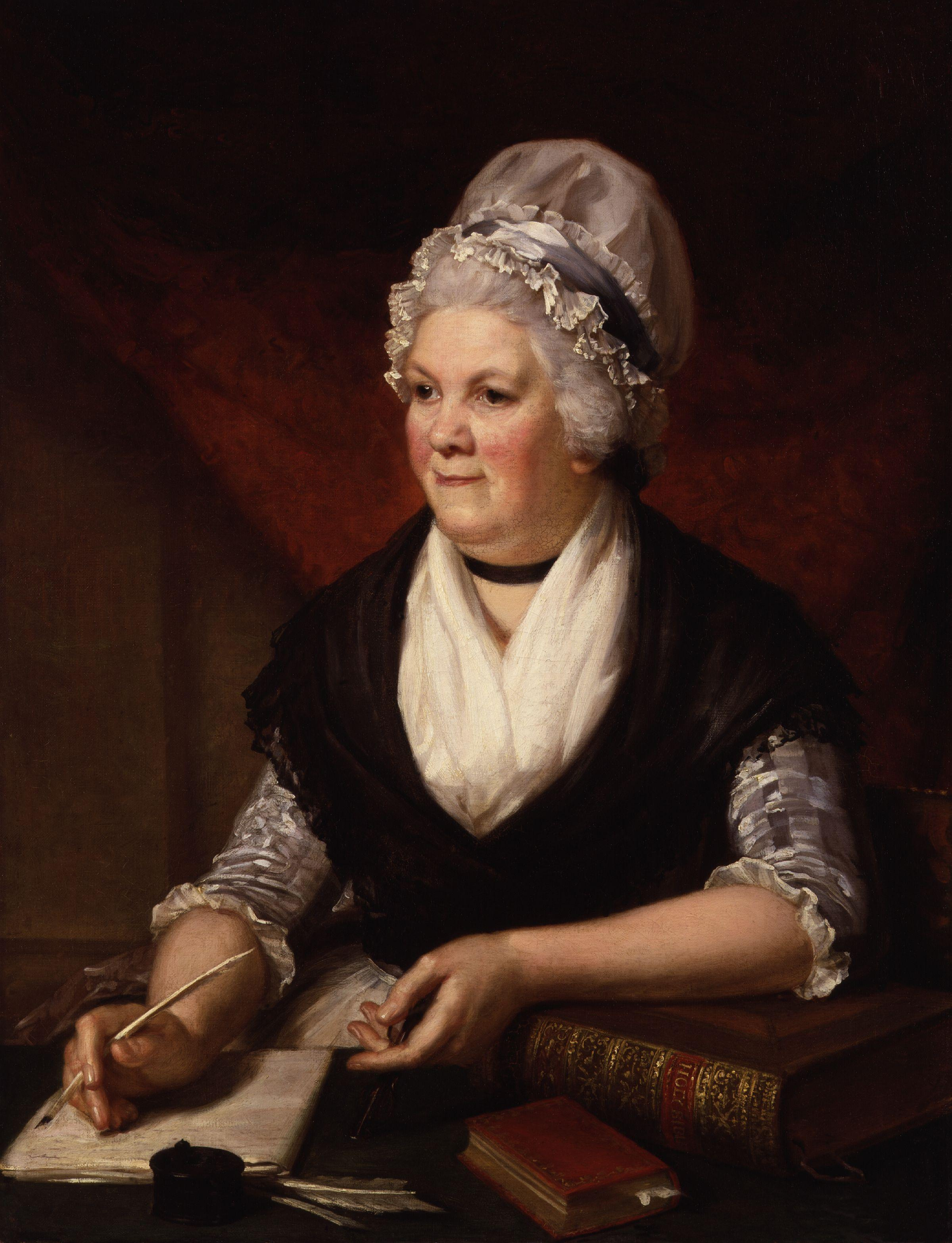
サラ・トリマー（作家）の肖像画 (c.1798) ナショナル・ポートレート・ギャラリー
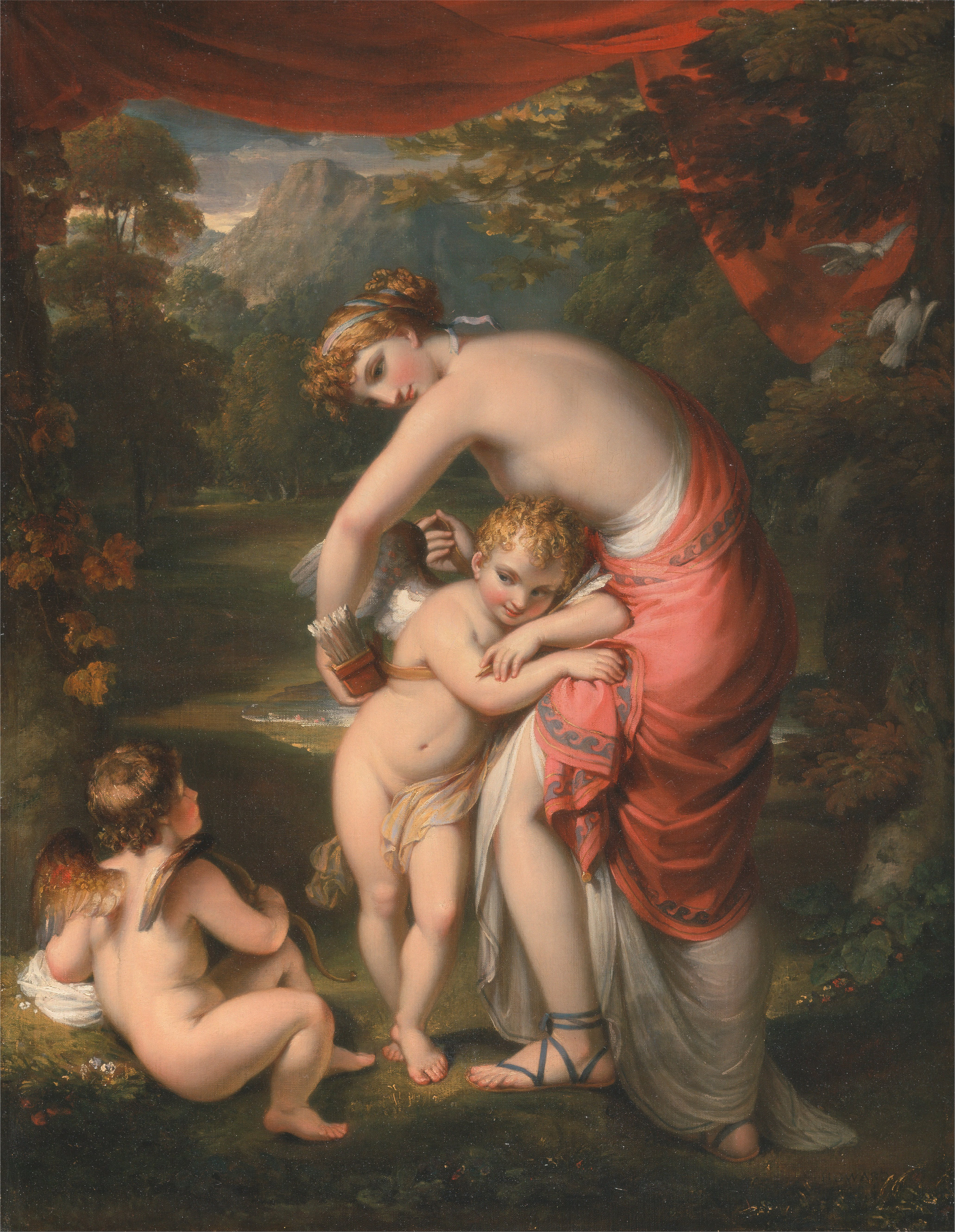
ヴィーナスとキューピッド(1809) Yale Center for British Art
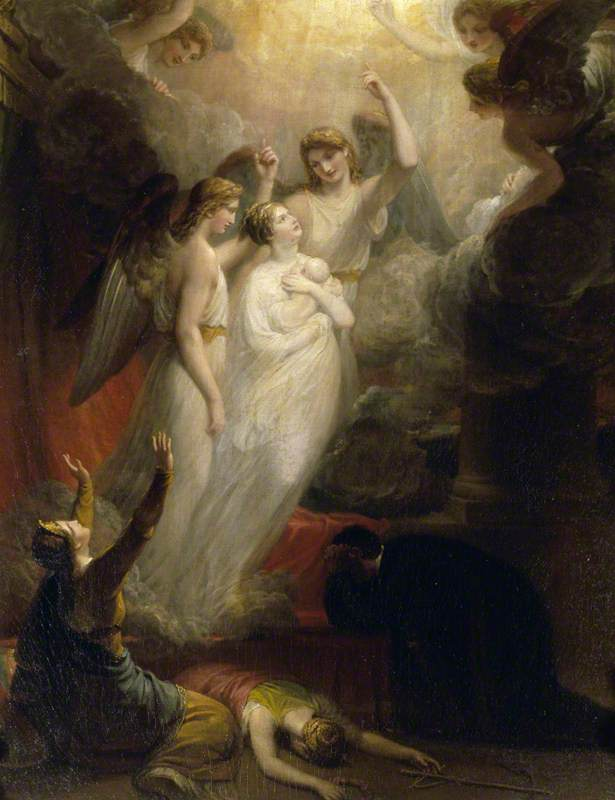
シャーロット・オーガスタ・オブ・ウェールズの昇天(1818)

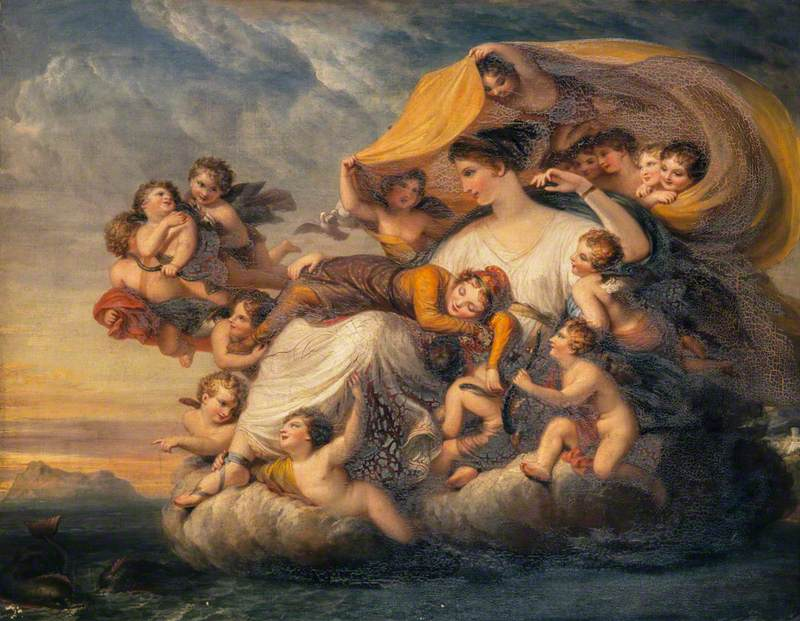
"Venus Carrying off Ascanius"(1826) National Galleries of Scotland
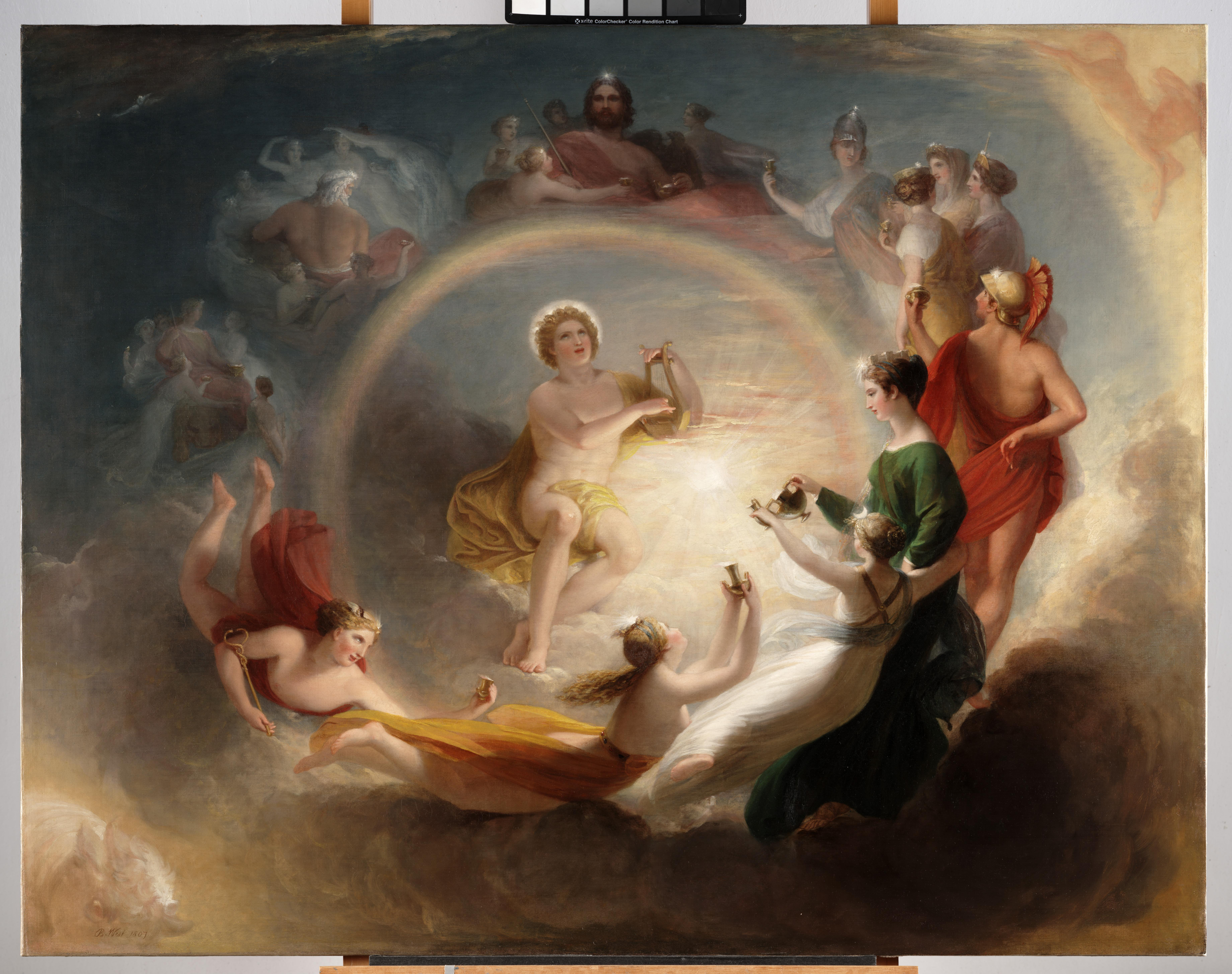
"Apollo's Enchantment" (1807) ダラス美術館
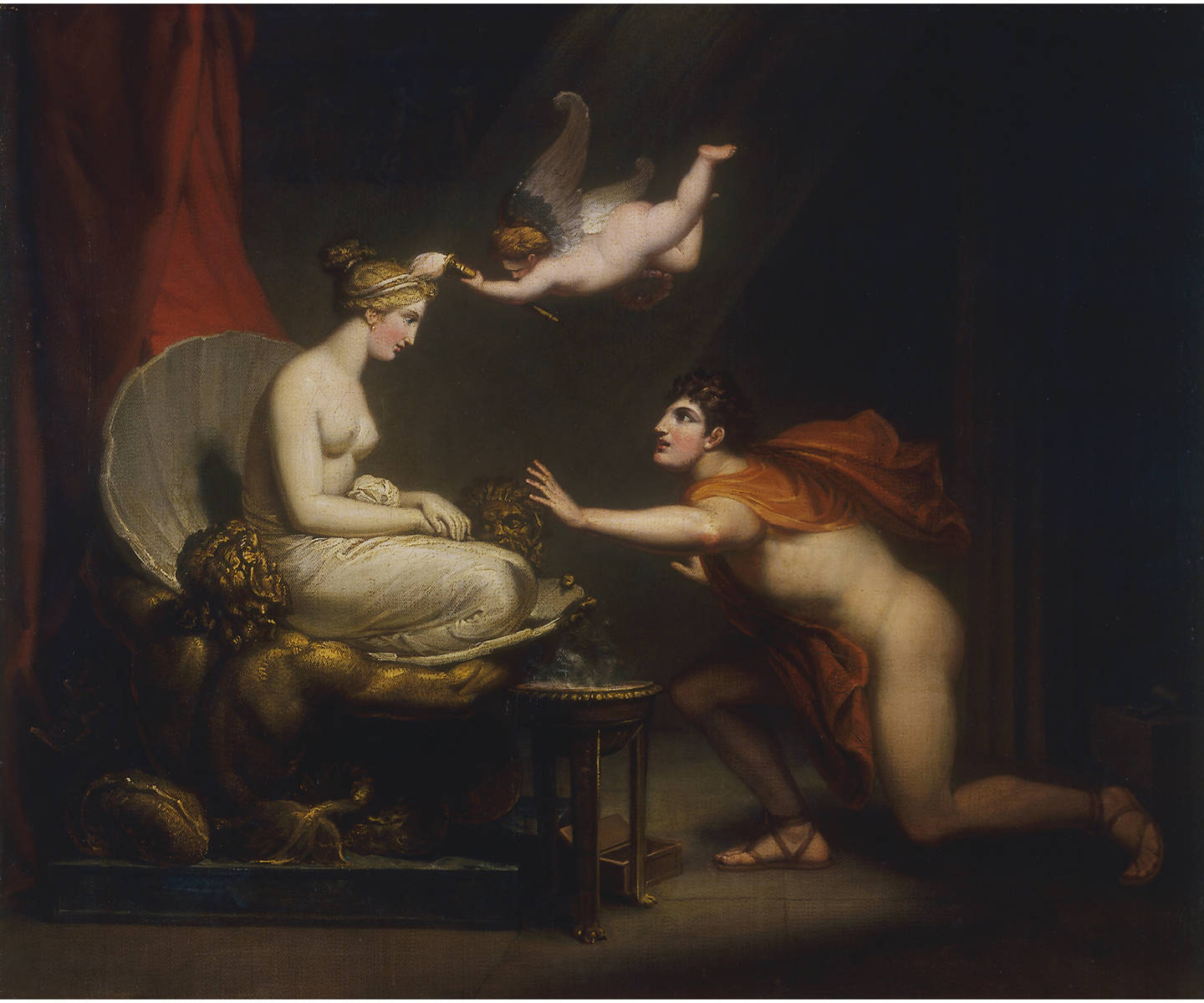
自らの彫刻に恋するピュグマリオーン (1802) ヴィクトリア&アルバート博物館